# Bataille de Ponte Sampaio
Guerre d'indépendance espagnole
Batailles
- Chaves
- Villafranca (1re)
- Braga
- Amarante
- Lugo
- Verín
- Porto (1re)
- Vigo
- Grijó
- Porto (2de)
- Ponte Sampaio

La  bataille de Ponte Sampaio se déroule du 7 au 9 juin 1809 à Ponte Sampaio, dans la commune de Pontevedra, en Galice, sur les rives du Verdugo. Elle oppose une armée composée de troupes régulières espagnoles et de milices populaires galiciennes, sous les ordres du comte Gaspar María de Nava Álvarez de Noroña et du colonel Pablo Morillo, aux troupes d'occupation françaises du maréchal Michel Ney. L'affrontement se solde par une victoire espagnole.

## Préambule
Le colonel Pablo Morillo fut chargé d'organiser et d'enrôler toutes les forces possibles autour de la cité de Pontevedra et de les transformer en une armée pour lutter contre les Français. Une fois organisées les troupes qui prirent le nom de División del Miño, Murillo reçut un appel à l'aide de Cachamuiña, qui se trouvait attaqué à Vigo. 
Les deux chefs s'entendirent pour agir ensemble et l'attaque espagnole sur Vigo se solda par un succès, obligeant la garnison française à se rendre. Après la capitulation de la cité, la garnison française fut embarquée sur un bateau anglais pour être sauvée de la colère populaire. Ensuite, Morillo décida d'attaquer Marín, où se trouvait un détachement français. Avec l'aide de deux bateaux anglais, les troupes espagnoles attaquèrent par terre et par mer depuis la péninsule du Morrazo (es). La garnison française de Marín s'enfuit et se réfugia à Pontevedra.
L'action décidée des troupes espagnoles libéra pratiquement toute la province de Pontevedra excepté la capitale. Pendant ce temps, Morillo divisa ses forces en deux parties, celle de El Morrazo et celle de Cotobade, aussi appelée la unidad.

## La bataille

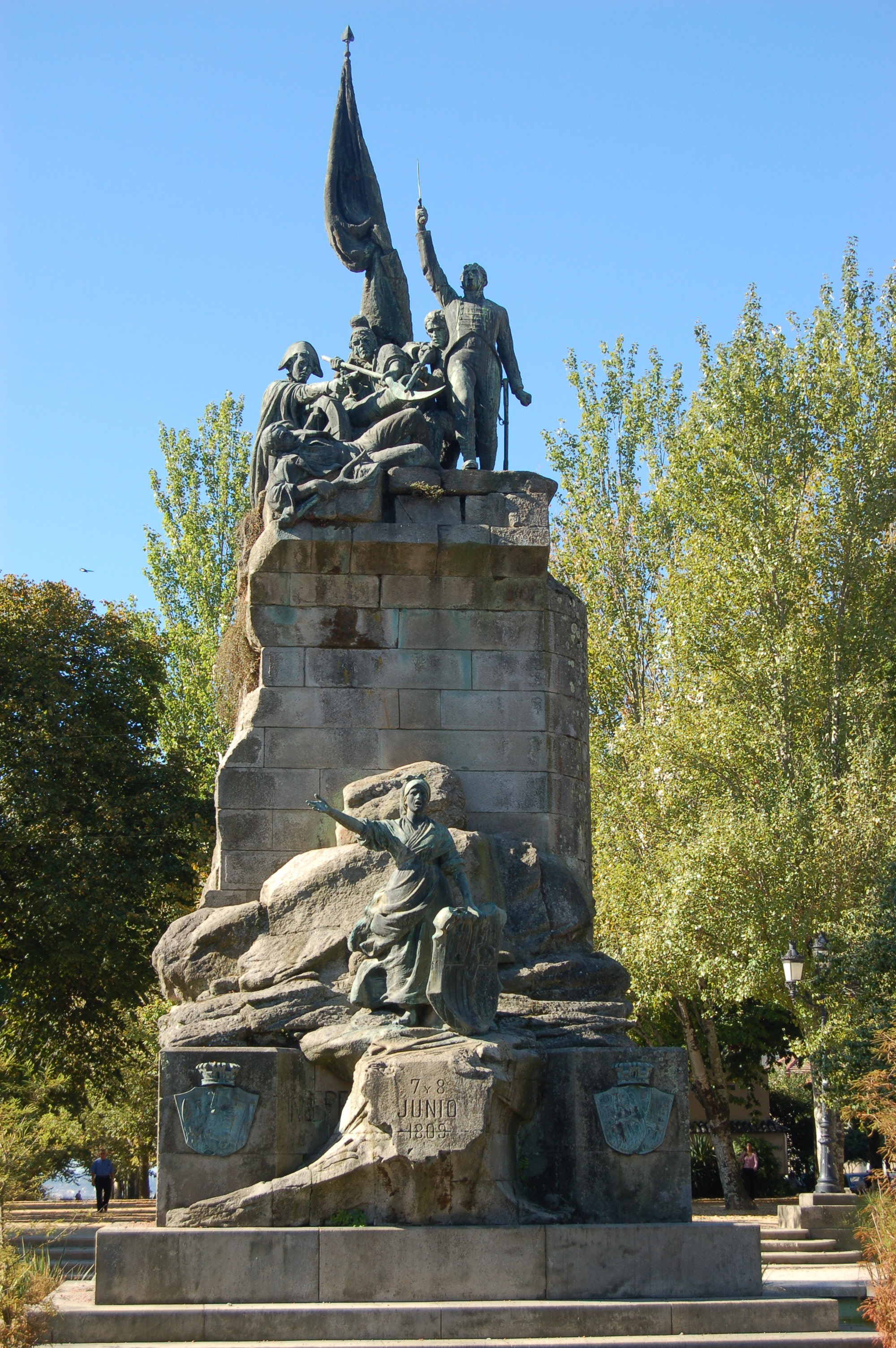
Monument créé pour les héros du pont.

Replié à Lugo après l'échec de son invasion du Portugal en 1809, le maréchal Soult convient avec son homologue Ney d'un plan de campagne destiné à soumettre définitivement la Galice toutes forces réunies, soit environ 32 000 hommes. Tandis que Soult a pour mission de repousser le corps espagnol du général La Romana sur Orense, Ney, quittant La Corogne avec 10 000 hommes, marche sur Saint-Jacques-de-Compostelle et Vigo à la rencontre des forces du général La Carrera et du comte de Noroña.
Ce dernier, qui vient tout juste d'hériter du commandement de la División del Miño, dispose d'environ 10 000 soldats, pour la plupart des paysans inexpérimentés mais rendus confiants par de récents succès. Sitôt informé de l'approche de Ney, Noroña ne cherche pas à affronter les Français en rase campagne et se replie vers le sud pour se retrancher avec ses troupes derrière les rivières Oitavén et Verdugo, d'où il bénéficie d'une très bonne position défensive. Les deux seuls ponts franchissables sont ceux de Puente Sampayo, dont Noroña fait détruire une partie des arches, et de Caldelas, près de Sotomayor, qui est barricadé afin d'en interdire l'accès. Le colonel Pablo Morillo se voit confier la défense du secteur de Caldelas tandis que Noroña assure celle de Sampayo. 
À son arrivée sur les lieux le 7 juin, Ney constate que le pont de Sampayo est impraticable et fait reconnaître la position par sa cavalerie afin de trouver un point de passage. Les rapports transmis par ces éclaireurs, tout en confirmant la solidité des défenses espagnoles, révèlent l'existence de deux gués dont l'un, situé à proximité du pont de Sampayo, ne peut être franchi qu'à marée basse. Ignorant tout des faits et gestes de Soult, Ney, sans possibilité de contourner l'obstacle et confiant dans la supériorité de ses troupes, se résout à l'attaque. 
Dans la matinée du 8 juin, deux assauts sont déclenchés simultanément par les Français à hauteur des deux gués repérés en amont. Les troupes impériales, formées en colonne, sont toutefois accueillies en chaque circonstance par un feu roulant des défenseurs galiciens qui leur occasionnent de lourdes pertes. Incapables de se déployer correctement compte tenu de l'étroitesse du gué, les assaillants se replient sur ordre de Ney qui, devant la contenance de ses adversaires, choisit de ne pas persévérer dans sa tentative.

## Bilan et conséquences
Les pertes françaises sont de plusieurs centaines d'hommes, alors que celles des Espagnols sont très inférieures ; l'historien Charles Oman, citant une estimation contemporaine, évoque le chiffre de 300 Français hors de combat contre 111 Espagnols. Gonzalo María Quintero Saravia évoque quant à lui des pertes françaises supérieures à 600 soldats. Informé dans la soirée que le 2e corps de Soult, dont le concours sur le terrain lui est indispensable, a suspendu sa marche en avant, Ney ordonne la retraite le 9 juin, non sans accuser publiquement son collègue de traîtrise. Le duc de Dalmatie, arguant du mauvais état de ses troupes, refuse pour sa part de prêter main-forte à Ney et évacue la Galice pour s'établir dans la province de León. Esseulé dans une région en proie à l'insurrection, le duc d'Elchingen décide à son tour d'abandonner la Galice et, à l'issue d'une retraite marquée par de nombreux pillages et destructions de la part du 6e corps ainsi que par les attaques constantes des guérilleros, atteint Astorga le 30 juin 1809, libérant ainsi la Galice du joug napoléonien.
Pour sa conduite lors de cette bataille, Pablo Morillo est surnommé « le lion de Sampayo ».

## Galerie d'images

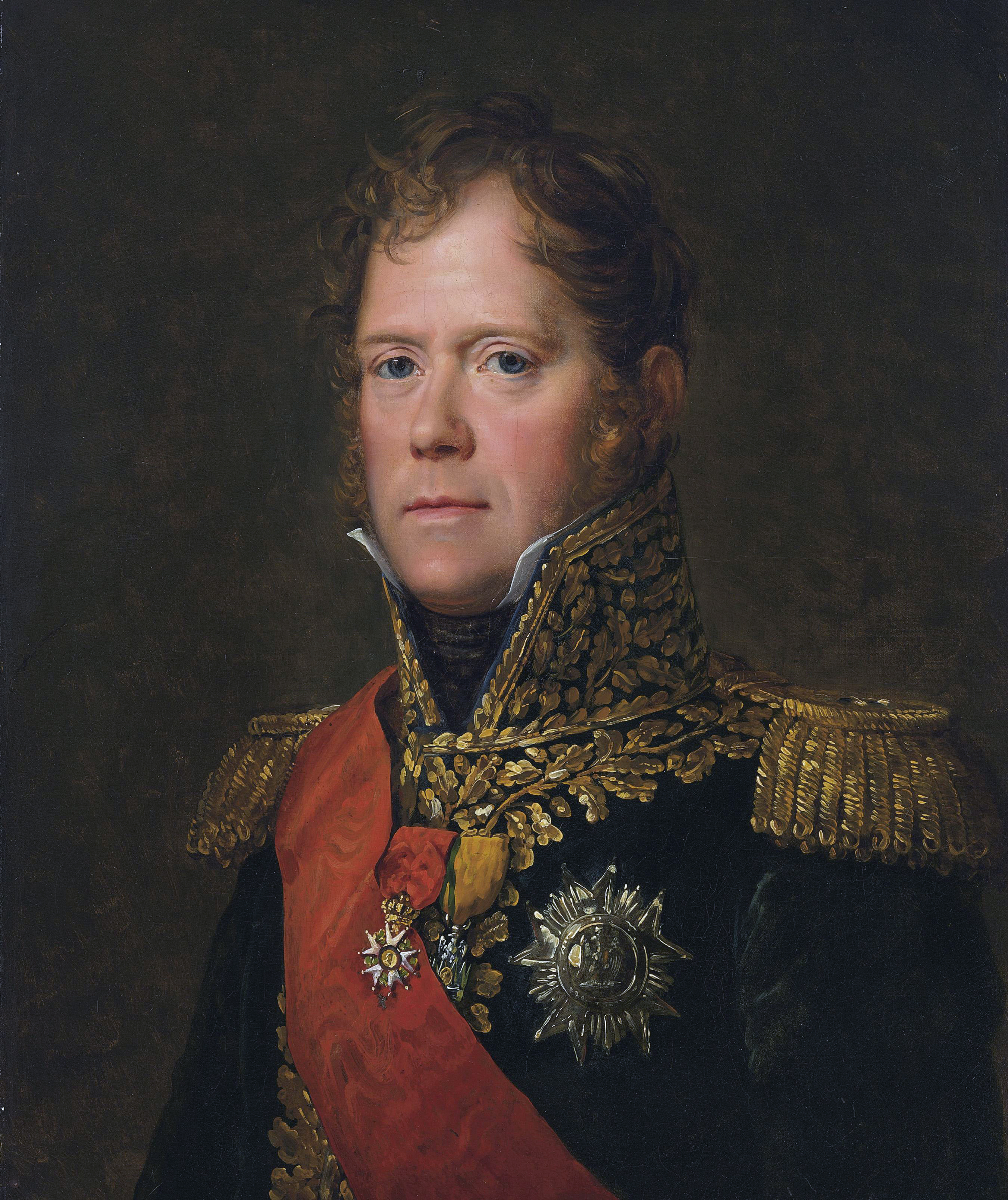
Michel Ney.
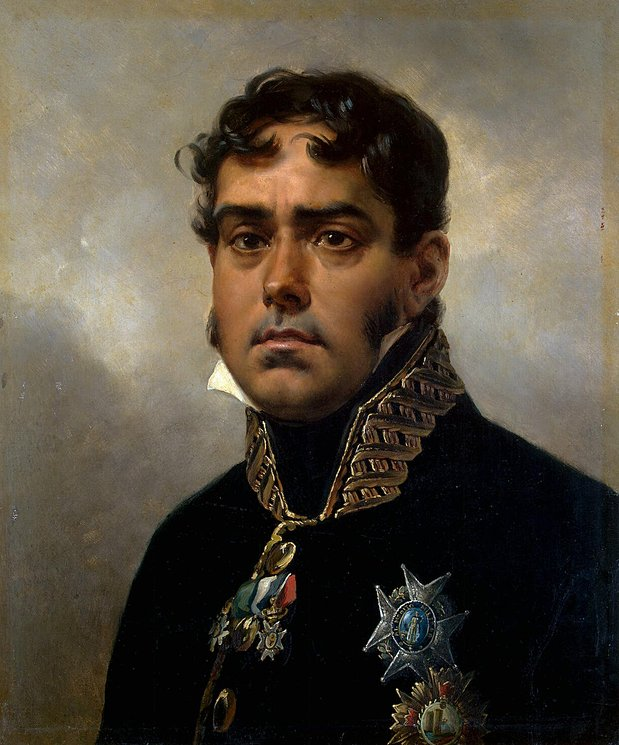
Pablo Morillo.